# Peter Lesage
Peter Lesage (Ardooie, 1974) is een Belgische muzikant (zanger, gitarist, toetsenist), songschrijver en producer. 
Lesage studeerde jazzpiano aan het Koninklijk Conservatorium Gent. 
Hij is reeds jaren actief als toetsenist (en backings) bij artiesten als Flip Kowlier en Gabriel Rios. Lesage maakt ook deel uit van de band Ertebrekers, samen met Flip Kowlier en Jeffrey Jefferson.
Daarnaast is hij ook actief als producer. Lesage produceerde onder meer het debuutalbum van Baloji Hotel Impala.
Lesage was de frontman en bezieler van de band Moiano.
Peter Lesage is een broer van de filosoof Dieter Lesage, van de theatermaker Günther Lesage en van de radiomaker Friedl' Lesage.